# Dodon
Pour les articles homonymes, voir Dodon (homonymie).
Dodon, peut-être né vers 807, est évêque d'Angers de  mars 837 à sa mort le 9 novembre 880. Avant d'être évêque d'Angers, il est chancelier du roi d'Aquitaine Pépin Ier. Il protège les biens de son Église. 
Évêque de cour carolingien, missus dominicus en 853, il est lié aux autres évêques de sa région, l'évêque de Poitiers Ebroin, l'évêque du Mans Aldric et la famille des Rorgonides. 

## Biographie

### Chancelier de PépinIerd'Aquitaine
Dodon est le premier évêque d'Angers sur lequel existe des sources diplomatiques relativement nombreuses, presque une trentaine, mais souvent réduites à une souscription à un diplôme. Son épiscopat est très long, puisqu'il est consacré évêque en mars 837 et meurt le 9 novembre 880, ayant peut-être dépassé l'âge de 73 ans.
Pour des raisons de synchronisme avec d'autres sources, l'historien Guy Jarousseau propose de dater l'acte dans lequel Dodon apparaît pour la première fois en tant qu'évêque d'Angers du 28 mars 837 au lieu du 28 mars 838, date proposée auparavant par l'historien Léon Levillain.
Dodon est chancelier du roi d'Aquitaine Pépin Ier, de 833 à 837. À cette époque, ce dernier contrôle l'Anjou. Dans un acte du 27 février 837 délivré par Pépin Ier, Dodon est nommé futurus antistes, évêque désigné, et, implicitement, chancelier. C'est donc bien le roi Pépin Ier qui investit Dodon, son chancelier, de l'évêché d'Angers le mois suivant. Dans l'acte du 28 mars 837, il est d'ailleurs remplacé au poste de chancelier par un certain Hermold, qui pourrait être Ernold le Noir.

### Protecteur du patrimoine ecclésiastique
Dès son accession, Dodon obtient de Pépin Ier la confirmation de droits fiscaux pour l'église cathédrale Saint-Maurice d'Angers. S'il fait partie des évêques qui ont avant leur épiscopat exercé des fonctions auliques, Dodon incarne donc aussi un esprit de réforme ecclésiastique.
Dodon obtient ensuite trois autres actes du roi Charles le Chauve, deux restitutions de biens et une confirmation, en 848, 851 et en 872. En 851, il échange des biens avec le comte d'Anjou Eudes. Ces actes montrent, que tout au long de son épiscopat, Dodon s'efforce de protéger le patrimoine de son Église,.

### Un réseau
Plusieurs actes montrent que Dodon entretient de bonnes relations avec l'évêque du Mans Aldric, l'évêque de Poitiers Ebroïn et la famille de ce dernier,  les Rorgonides, dont il est proche et qui contrôle le Maine. Il apparaît notamment dans un acte de 839 qui manifeste la domination des Rorgonides sur l'abbaye Saint-Maur-de-Glanfeuil, où le comte Rorgon place son fils Gozlin,.
En novembre 853, lors de l'assemblée de Senlis, Dodon est l'un des treize évêques que le roi Charles le Chauve nomme missi. L'évêque Dodon, le comte Robert le Fort et le comte Osbert sont missi en Anjou, Maine, Touraine,,. Le contexte est alors très difficile : les Normands viennent d'attaquer et de détruire Nantes, Angers et Tours. Dodon est encore présent auprès du roi en 863 et en 872,. Il meurt le 9 novembre 880,.

### Notices biographiques
- Guy Jarousseau, « L'évêque d'Angers Dodon (837-880) », dans Daniel Prigent et Noël-Yves Tonnerre (dir.), Le Haut Moyen Âge en Anjou, Rennes, Presses Universitaires de Rennes, coll. « Archéologie & Culture », 2010, 229 p. (ISBN 978-2-7535-1067-8), p. 157-163.
- Célestin Port, « Dodon », dans Dictionnaire historique, géographique et biographique de Maine-et-Loire et de l'ancienne province d'Anjou, t. 2, Angers, H. Siraudeau & Cie, 1978, 2e éd. (1re éd. 1878) (lire en ligne), p. 49.